# Pierzchne
Pierzchne – wieś w Polsce położona w województwie podkarpackim, w powiecie mieleckim, w gminie Padew Narodowa.
| SIMC    | Nazwa   | Rodzaj    |
| ------- | ------- | --------- |
| 0803325 | Chyjki  | część wsi |
| 0803331 | Sołtysy | część wsi |

W latach 1975–1998 miejscowość administracyjnie należała do województwa tarnobrzeskiego.